# Tornved
Tornved is een plaats en voormalige gemeente in Denemarken.

## Voormalige gemeente
De oppervlakte bedroeg 104,71 km². De gemeente telde 9135 inwoners waarvan 4544 mannen en 4591 vrouwen (cijfers 2005). Tornved telde in juni 2005 271 werklozen. Hoofdplaats was Jyderup.
Na de herindeling van 2007 werden de gemeentes Jernløse, Svinninge, Tornved en Tølløse bij Holbæk gevoegd.

## Plaats
De plaats Tornved ligt direct ten oosten van Jyderup en telt minder dan 200 inwoners.